# Thomas Buck (Mediziner)
Thomas Buck (* 1. Februar 1965 in Hessisch Lichtenau) ist ein deutscher Kardiologe und Direktor der Klinik für Kardiologie und des Herzzentrums Westfalen der Knappschaft Kliniken Westfalen mit Standort Knappschaftskrankenhaus Dortmund-Brackel, einem Akademischen Lehrkrankenhaus der Ruhr-Universität Bochum.

## Leben
Thomas Buck studierte Medizin an der Goethe-Universität in Frankfurt am Main. Nach seiner Approbation und Promotion 1991 arbeitete er zunächst in der Klinik für Kardiologie, Pneumologie und Angiologie der Heinrich-Heine-Universität Düsseldorf. 1993 wechselte er in die Klinik für Kardiologie der Universität Duisburg-Essen. Von 1997 bis 1999 war Thomas Buck als Research Fellow mit einem Forschungsstipendium der Deutschen Forschungsgemeinschaft (DFG) am Massachusetts General Hospital der Harvard Medical School in Boston in den USA tätig. Als Leiter einer Nachwuchsforschergruppe kehrte er im Jahr 2000 mit einem Emmy-Noether-Forschungsstipendium der DFG an das Westdeutsche Herzzentrum der Universität Duisburg-Essen zurück.
2001 wurde er Oberarzt und Leiter des Echokardiographielabors am Westdeutschen Herzzentrum in Essen. 2002 erlangte er mit dem Thema „Dreidimensionale Echokardiographie“ die Habilitation an der Universität Duisburg-Essen. 2005 beendete er erfolgreich ein Executive Health Care Management-Studium an der European Business School (EBS). 2009 wurde Thomas Buck zum Außerplanmäßigen Professor für Innere Medizin und Kardiologie an der Universität Duisburg-Essen berufen und wurde im gleichen Jahr Leitender Oberarzt und Stellvertretender Direktor am Westdeutschen Herzzentrum Essen.
2013 wechselte Buck als Chefarzt der Klinik für Kardiologie an das Helios Spital Überlingen.
2014 folgte ein Wechsel an das Klinikum Westfalen. Hier wurde er Chefarzt der Klinik für Kardiologie und ist seit 2016 Direktor der Klinik für Kardiologie des Herzzentrums Westfalen.
Schwerpunkte der klinisch-wissenschaftlichen Forschung von Thomas Buck sind die Diagnostik und Behandlung von Herzklappenerkrankungen mit besonderem Schwerpunkt auf die Mitralklappeninsuffizienz. Er ist ein internationaler Experte auf dem Gebiet der Echokardiographie mit besonderem Schwerpunkt auf dem Gebiet der Dreidimensionalen Echokardiographie. Er ist seit 2014 Leiter der Kompetenzeinheit 3-D-Echokardiographie im Rahmen der NAKO-Gesundheitsstudie, einer deutschen Kohortenstudie.

## Auszeichnungen und Preise
- 1999: Young Investigator Award des American College of Cardiology (ACC)
- 1999: Young Investigator Award der Working Group on Echocardiography der European Society of Cardiology (ESC)
- 2002: Wissenschaftspreis der Deutschen Gesellschaft für Ultraschall in der Medizin (DEGUM)
- 2003: Life Science Award des Ministeriums für Wissenschaft und Forschung des Landes Nordrhein-Westfalen
- 2003: Ernennung zum Fellow of the American College of Cardiology (FACC)
- 2006: Ernennung zum Fellow of the European Society of Cardiology (FESC)

## Veröffentlichungen
Thomas Buck ist Erst- oder Co-Autor von 103 peer-reviewed wissenschaftlichen Publikationen (siehe in der Literaturdatenbank PubMed), zahlreichen Buchartikeln und Leitlinien. Außerdem ist er Mitautor und Mitherausgeber des Lehrbuchs Three-dimensional Echocardiography (Springer, Heidelberg/Berlin 2015, 2. Auflage, ISBN 978-3-642-36798-4).

## Patente
Thomas Buck ist Inhaber von 3 internationalen Patenten im Bereich Echokardiographie.